# El Espinillo (Formosa)
El Espinillo é uma cidade argentina localizada na província de Formosa. E a capital do departamento de Pilagás.